# Isabel Vega
Isabel Vega é uma cineasta norte-americana. Como reconhecimento, foi nomeada ao Oscar 2008 na categoria de Melhor Documentário em Curta-metragem por La Corona.